# Cytherella venusta
Cytherella venusta är en kräftdjursart som beskrevs av Brady 1880. Cytherella venusta ingår i släktet Cytherella och familjen Cytherellidae. Inga underarter finns listade i Catalogue of Life.